# Monarquismo

Representación heráldica genérica de una corona monárquica europea.

El monarquismo es una ideología política que busca defender el establecimiento, preservación o restauración de una monarquía como forma de gobierno.

## Formas actuales de monarquismo
El monarquismo en los Estados que actualmente son monarquías (cuentan con la figura del monarca como jefe de Estado) son los movimientos y fuerzas políticas y sociales que tiene como fin preservar la forma de gobierno actual en sus países. Sus oponentes, en la mayoría de casos movimientos y fuerzas políticas republicanas, socialistas o antimonárquicas, tienen como fin fomentar el cambio del modelo político del país. Las monarquías actuales (incluidos Estados definidos como principados y, en el caso de Luxemburgo, Gran Ducado) se dividen en varios sistemas o modelos, enumerados a continuación.

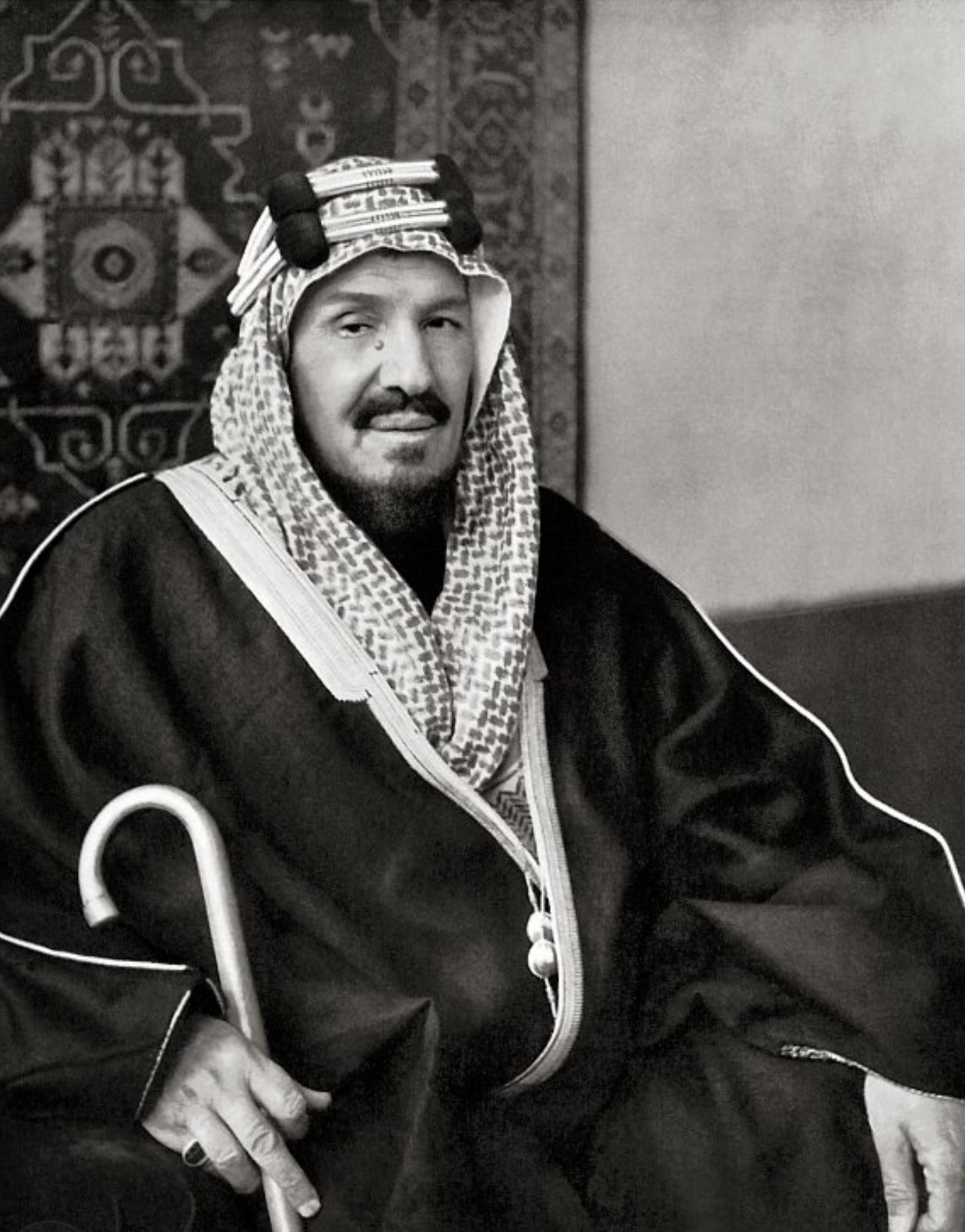
Abdulaziz Bin Saúd, rey de Arabia Saudita. La casa de Saúd ejerce su poder como monarquía absoluta.

### Monarquismo absolutista
El monarquismo absolutista propugna o defiende que el Monarca o soberano debe ejercer todos los poderes públicos (Ejecutivo, Legislativo y Judicial) sin ningún tipo de restricción o límite en la práctica;  aunque se dé por sentado que el monarca deba gobernar teniendo como límites los preceptos religiosos y en algunos casos históricos las llamadas "Leyes Fundamentales" (leyes de carácter consuetudinario que ordenan la vida política del país, las que el rey no puede vulnerar), aunque esos límites casi siempre han sido muy difusos (por estar sujetos a la interpretación más conveniente al monarca) y poco eficaces. Por lo tanto, los monárquicos absolutistas rechazan la existencia de una Constitución en el sentido moderno y liberal y de un Parlamento, son contrarios a formas de gobierno demócratas y defienden al monarca como el único titular de la soberanía.
En la actualidad, las monarquías absolutistas y sus partidarios son prácticamente inexistentes en Europa o América y son insignificantes en la mayoría de los países de Asia; solo sobreviven en algunos países árabes como Arabia Saudita y en al menos uno de África: Suazilandia

### Monarquismo constitucional

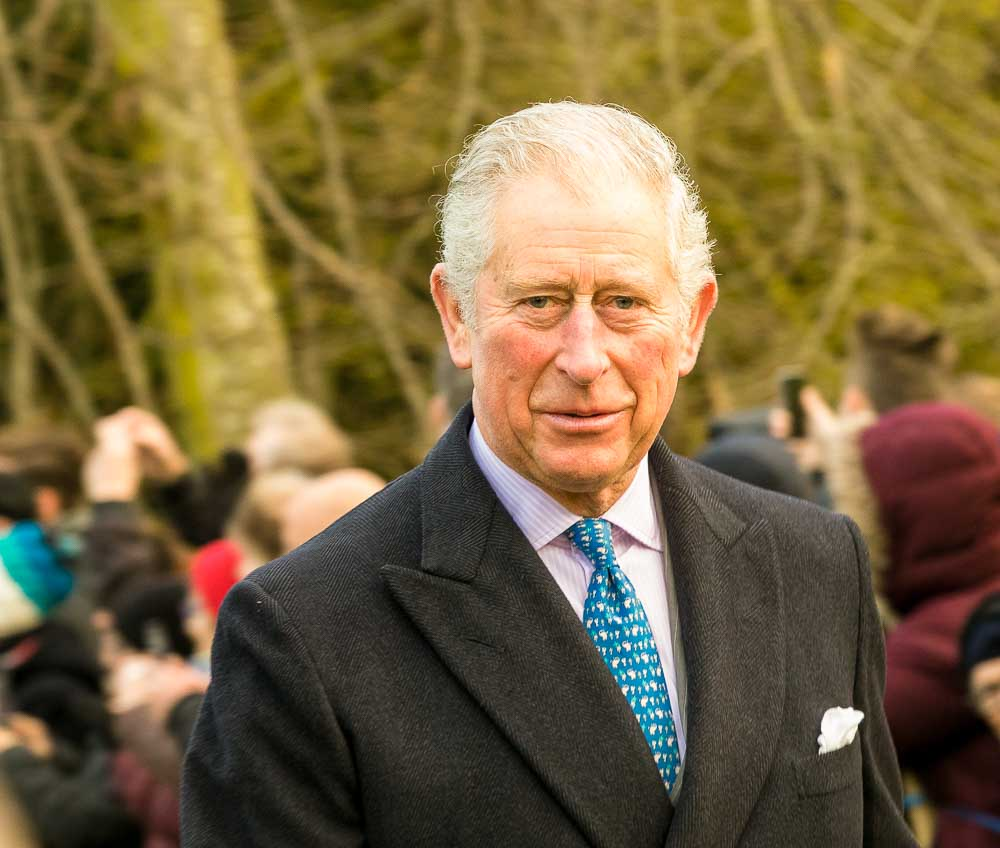
Carlos III del Reino Unido; rey en una monarquía constitucional.

El monarquismo constitucional defiende un sistema donde las leyes del gobierno reposan sobre una serie de prerrogativas reales entre el monarca (responsable máximo del Poder Ejecutivo) y el Parlamento (responsable máximo del Poder Legislativo).
Para los constitucionalistas más moderados, el rey todavía debe ejercer importantes poderes ejecutivos conjuntamente con el Gobierno que cuente con la confianza del parlamento, y de hecho proponen una soberanía compartida entre el monarca y el Pueblo (representado este último por sus representantes políticos surgidos de elecciones democráticas).
Sin embargo, para la mayoría de los monárquicos constitucionalistas toda la soberanía debe ser para el Pueblo o Nación (de allí llamarla soberanía nacional); el monarca solo lo es porque el pueblo se lo permite por medio de la Constitución Nacional y, si la mayoría del pueblo le retirara la confianza, podría destituirlo en cualquier momento mediante una reforma constitucional (para implantar la República o elegir otro Monarca). Para ellos el monarca no debe tener ningún poder real; sus funciones solo deben ser de dos tipos: ceremoniales o decorativas (presidir ceremonias públicas solemnes, servir de anfitriones de personalidades y gobernantes extranjeros, inaugurar obras públicas, y en general "relaciones públicas"); y simbólicas gubernativas (firmar los decretos y reglamentos ya redactados y aprobados por el primer ministro y su Gabinete, y también las leyes aprobadas y sancionadas por el parlamento; "nombrar" al primer ministro elegido por el Pueblo, etc.)
Para ellos el verdadero gobernante del país debe ser el primer ministro o Presidente del Gobierno elegido por el parlamento (que a su vez es elegido por el pueblo en elecciones). En la actualidad casi todos los países europeos monárquicos tienen sistemas de gobierno organizados de acuerdo a estas ideas de los constitucionalistas.

Esta forma de gobierno, que confiere la soberanía de reales prerrogativas gubernamentales, está vigente en Bélgica, Camboya, Dinamarca, Liechtenstein, Luxemburgo, Noruega, Países Bajos, Tailandia y la Mancomunidad de Naciones que son monarquías y antiguas posesiones de la Corona británica: Reino Unido, Antigua y Barbuda, Australia, Bahamas, Belice, Canadá, Granada, Islas Salomón, Jamaica, Nueva Zelanda, Papúa-Nueva Guinea, San Cristóbal y Nieves, Santa Lucía, San Vicente y las Granadinas y Tuvalu. Como el caso de Australia y Nueva Zelanda donde el monarca británico puede destituir al primer ministro.

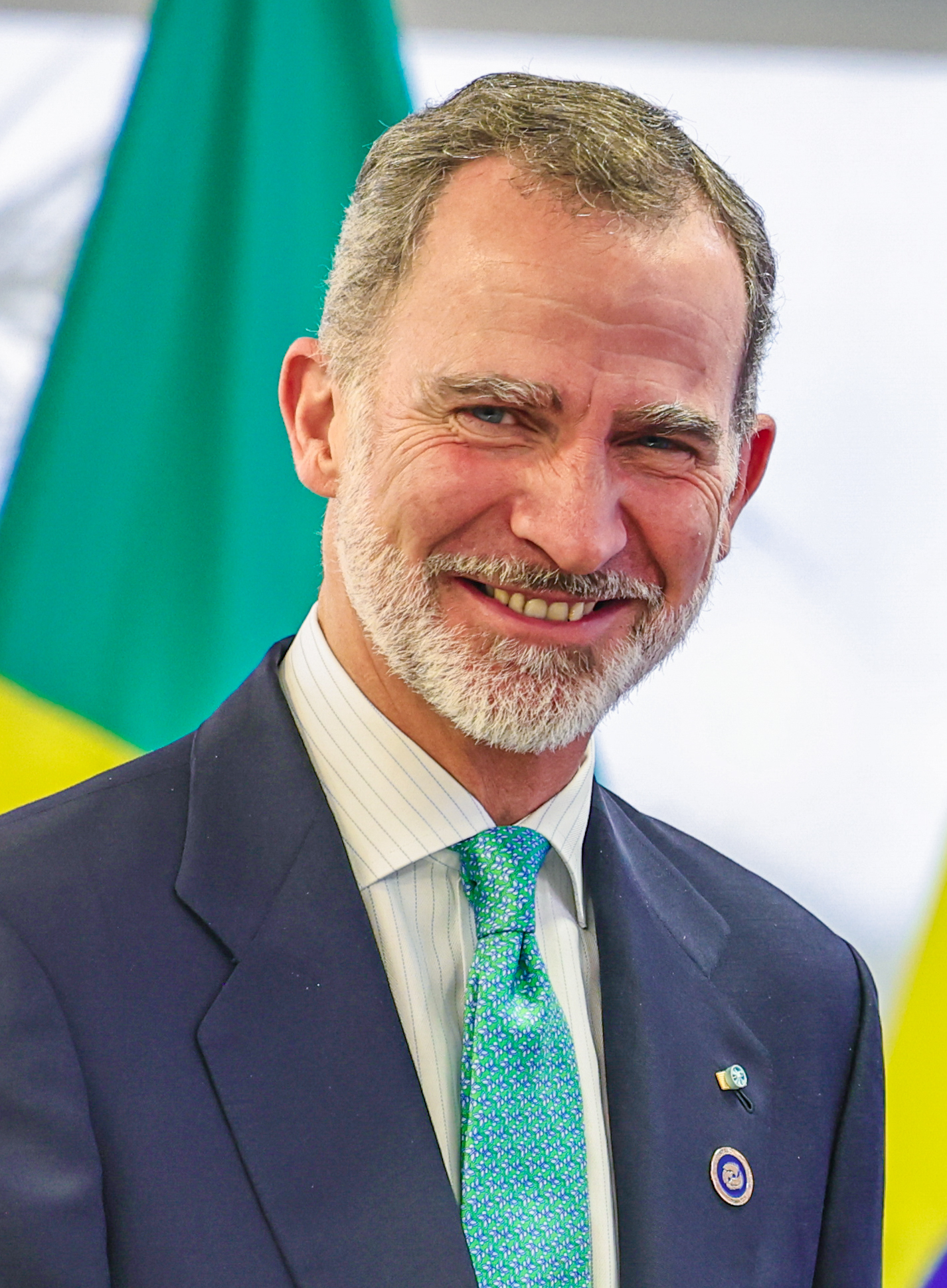
Felipe VI, rey de España; un modelo de monarquía parlamentaria.

### Monarquismo parlamentario
Los partidarios de una monarquía parlamentaria abogan por un sistema donde el rey no dispone más que de poderes simbólicos, mientras que el Parlamento asume la gran mayoría de poderes prácticos. Este sistema está en vigor en Japón, Suecia o España

### Monarquismo tradicional
La monarquía tradicional se entiende como una monarquía regida por los principios del tradicionalismo o la tradición, en contraposición a las monarquías heterodoxas de tipo absolutista, constitucionalista o parlamentario, se trata de una monarquía confesional. La monarquía, entonces, significa la unificación de estos dos, el trono y el altar, en un sentido espiritual y moral.
Esto en base al legitimismo donde no solo debe ser por origen, sino también por ejercicio. Por otro lado, la doctrina se inspira en el ideal medieval de poder temperado. Por poder temperado se entiende como el poder que cualquiera que sea su denominación y su forma de legitimidad, está limitado por la constitución medieval. Por constitución medieval se entiende como ese conjunto de vínculos, convenciones, pacto, contratos, limites, reglas y relaciones entre hombres y cosa, que se dan en un lugar determinado y que cambian de lugar a lugar (constitución), que tienen su origen de forma factual, es decir, a través de la praxis social. En pocas palabras, es reputado por los medievales como un orden jurídico dado, preexistente a cualquier autoridad y al que el príncipe está llamado a garantizar (en contra al concepto moderno del contrato sociall).
Además, se enfatiza con el principio foral y el de subsidiariedad (resumida en la dicha de que: lo que puede hacer una entidad más pequeña, dentro de sus posibilidades, no lo haga una entidad más grande), haciendo que se delegue más poder en los Municipios, en lugar de concentrarse el poder en un Parlamento estatal, terminando así la corrupción del poder central, con todo lo que ella acarrea en el Estado unitario y centralista, que en el peor de los casos desemboque en totalitarismos. 
También está fuera de la doctrina monárquica tradicionalistas la idea de que todo lo que meta la Nación está en manos de los partidos políticos, los partidos en una Monarquía Tradicional pueden existir siempre y cuando se autofinancien y no tengan costos para los contribuyentes.

### Monarquismo electivo
El monarca es elegido por votación a través de algún mecanismo de naturaleza variable. Camboya, Samoa, la Soberana Orden de Malta, la Ciudad del Vaticano, los Emiratos Árabes Unidos y Malasia se administran mediante esta forma de gobierno.

## El monarquismo en países republicanos y federativos
El monarquismo en los Estados que actualmente tienen una forma de gobierno distinta a una monarquía —como lo son las repúblicas, las democracias parlamentarias o los Estados federativos— tiene como fin restaurar la figura histórica del monarca (son ausentes en países sin historia monárquica, aunque pueden estar presentes en excolonias de países que son o eran monarquías). En la mayoría de estos países siguen existiendo las familias que antaño formaban las dinastías reinantes, siendo el propósito de los monárquicos la restitución de sus actuales jefes —llamados pretendientes, a los que ellos consideran herederos legítimos— en el trono de una renovada monarquía (normalmente dentro de un modelo democrático/parlamentario, y con el monarca como jefe de Estado). Estos movimientos políticos y sociales se suelen definir como «realistas» y tratan a las familias dinásticas con títulos propios de una monarquía activa. Tienen como oponentes a los defensores (tanto políticos como en la sociedad) del modelo republicano o federal, en la mayoría de casos de mayor representación, que defienden el modelo actual de gobierno de su país. Cabe destacar que muchas veces los miembros de las familia dinásticas son personas públicas, famosas y con recursos, que normalmente defienden los ideales monárquicos, perteneciendo o no a los movimientos que proponen restaurarlos en el poder (como en el caso de Austria).

### Alemania
La principal organización monárquica de Alemania es Tradition und Leben. Tiene unos 170.000 miembros en todo el país aunque su fortaleza se ubica principalmente en Renania y Sajonia. Su meta es transformar a la República Federal de Alemania en una monarquía constitucional bajo la dinastía Hohenzollern.

### Argentina

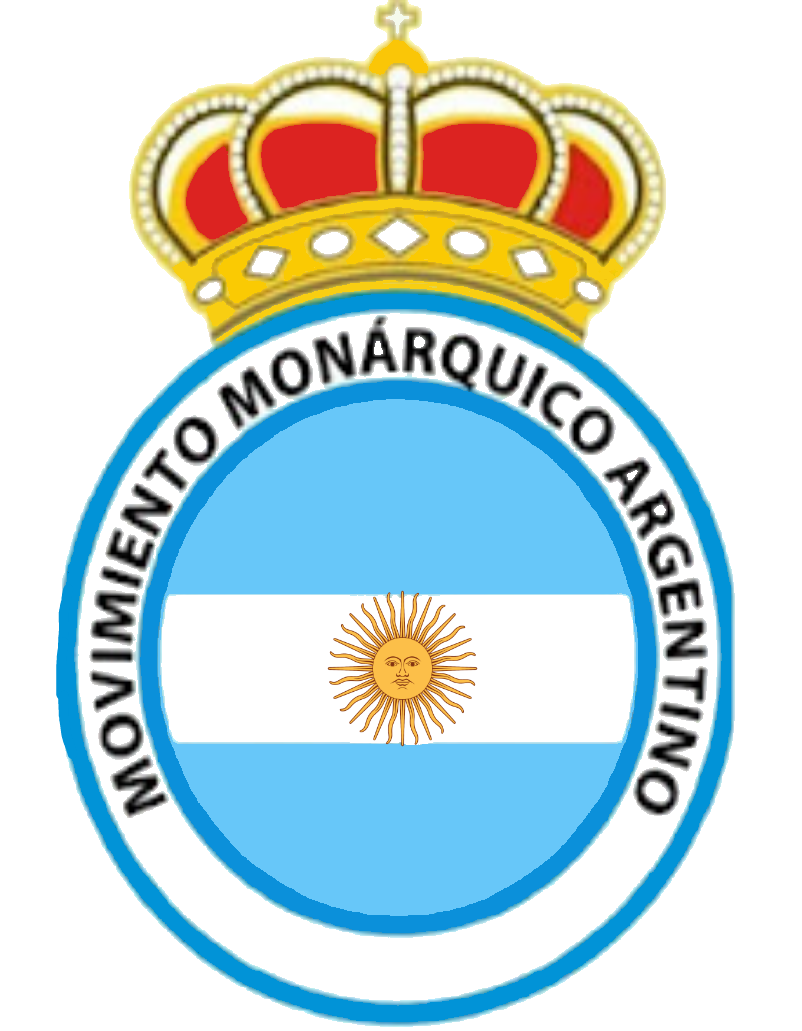
Logo del Movimiento Monárquico Argentino

El Plan Carlotista (Carlotismo) fue una propuesta de Manuel Belgrano para que las Provincias Unidas del Sur (hoy Argentina) fuesen gobernadas mediante una monarquía constitucional bajo el trono de Carlota Joaquina de Borbón, de origen noble europeo. El plan fue discutido ampliamente, tuvo diversos apoyos y hubo un fuerte flujo en cuanto envíos de correspondencia para poder llevar a cabo el proyecto, pero finalmente fue rechazado ya que la tardanza en el acuerdo creó desinterés en la Noble Candidata, que finalmente abandonaría el proyecto. Según algunos historiadores, personajes históricos argentinos como Mariano Moreno, Bernardino Rivadavia, Juan Bautista Alberdi y José de San Martín fueron figuras fuertemente monárquicas.
El Movimiento Monárquico Argentino (MMA) es el movimiento más conocido e influyente de este país. Mantiene grandes lazos con movimientos brasileños como el Círculo monárquico de Río de Janeiro o la CONFEMBRAS, llegándose a reunir con miembros de la casa real del Brasil. El objetivo de dicho movimiento es establecer una monarquía constitucional parlamentaria, la cual por medio de la separación del Gobierno (político) y el estado (rey/reina) cree una verdadera independencia de los poderes. el rey tendría un rol de árbitro institucional, garantizando e impidiendo a los políticos usar los aparatos y el sistema estatal para cometer actos ilícitos y que este sea funcional al partido de turno, lo cual la república si permite. El MMA está creciendo rápidamente, ya que la inestabilidad económica, social y política por la que atraviesa la República Argentina hace que parte del pueblo vea con buenos ojos un cambio de rumbo en cuanto instituciones y políticas en el estado y el Gobierno Argentino.

### Austria

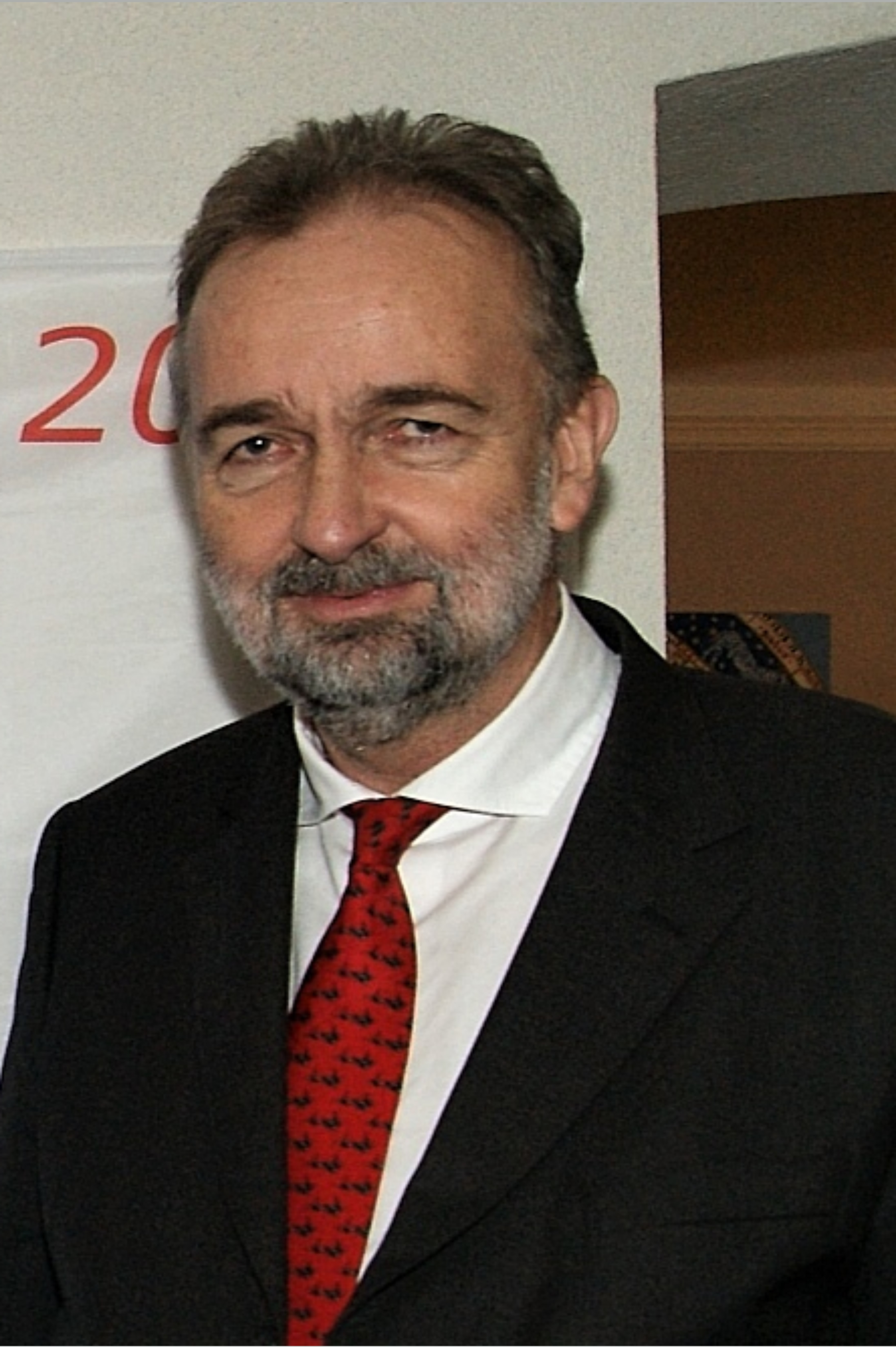
Carlos de Austria, jefe actual de la casa de Habsburgo-Lorena.

La monarquía, al igual que la nobleza en general, es ilegal en Austria desde que el país se convirtiera en república a finales de la Primera Guerra Mundial. En su constitución, que ha sufrido varias modificaciones a lo largo de los años, se defienden los conceptos republicanos por medio de legislaciones como la Ley de Abolición de la Nobleza (que trata de la nobleza en general) y la Ley Habsburgo (que trata de la casa imperial en particular), al tiempo que se han retirado de la práctica jurídica leyes y ordenanzas como el Estatuto Habsburgo. Sin embargo, cabe destacar que en los últimos años se han relajado algunas de las restricciones legales, o al menos el celo con el que se habían defendido a lo largo de los años, a la vez que algunas iniciativas a favor de la nobleza han ido ganando espacio, también jurídicamente (normalmente a partir de una sentencia europea).
Aun así, el tema de la monarquía y de la llamada «casa imperial» sigue siendo un tabú en el país. El propio actual jefe de la casa, Carlos Habsburgo-Lorena, ha estado más centrado en la defensa de la Unión Europea a y del paneuropeísmo que en el tema de la monarquía austríaca (si bien ha estado luchando por otros derechos relacionados con la nobleza). Propuestas de un reconocimiento simbólico, como el paso simbólico de competencias al presidente federal tras su elección por el jefe de la casa de Habsburgo han sido tajantemente rechazadas, y de hecho, han servido para fortalecer a los que defienden el abolicionismo de la monarquía en Austria.
Actualmente, la principal organización monárquica austríaca es Schwarz-Gelbe Allianz. Su objetivo es convertir a Austria en una monarquía constitucional similar a Países Bajos, donde el trono sería otorgado a Carlos de Habsburgo.

### Brasil
El Movimiento Monárquico Parlamentario fundado por el diputado Antônio da Cunha Bueno buscó restaurar la monarquía en Brasil durante el Referéndum constitucional de 1993 con una activa campaña, sin embargo la opción monárquica solo obtuvo 13% de respaldo popular. Actualmente el monarquismo sigue siendo importante, con organismos tales como el Círculo Monárquico de Río de Janeiro y la CONFEMBRAS (Confederación monárquica del Brasil)

### Bulgaria
Uno de los principales partidos políticos del país es el Movimiento Nacional para la Estabilidad y el Progreso, liderado por el antiguo y depuesto zar de Bulgaria Simeón de Sajonia-Coburgo Gotha, quien llegó a ser primer ministro búlgaro gracias a este partido convirtiéndose en el primer exmonarca en retomar el poder político por medios democráticos republicanos.

### Camboya
El partido monárquico Funcinpec ha sido uno de los socios de la coalición de gobierno camboyana desde hace ya más de tres décadas.

### Costa Rica
La lucha entre monárquicos y republicanos llevó al país a enfrentarse en la guerra civil costarricense de 1823. Entre las figuras políticas que destacan como monárquicos costarricenses se incluye a Joaquín de Oreamuno y Muñoz de la Trinidad, José Santos Lombardo y Alvarado y José Rafael Gallegos Alvarado entre otros.
Costa Rica destaca por ser uno de los pocos países con un monarquismo extranjero, es decir, donde los monárquicos no pretendían establecer una monarquía autóctona. Los monárquicos costarricenses eran leales al Emperador Agustín de Iturbide del Primer Imperio Mexicano.

### Ecuador
El primer presidente del Ecuador, general Juan José Flores, intentó fallidamente instaurar una monarquía en ese país andino tras regresar de su exilio en el año 1846. La pretensión original consistía en nombrar al joven Agustín Muñoz y Borbón, hijo del segundo matrimonio de la reina regente española María Cristina con su segundo esposo, el duque de Riánsares, como rey de Ecuador. La propuesta de Flores habría enganchado a la reina y al ministro de Guerra, que aportaron con dinero y soldados respectivamente.
Algunas fuentes diplomáticas de la época afirman que el plan floreanista estuvo también patrocinado por Luis Felipe I de Francia, involucrándose con los españoles en un proyecto para en realidad nombrar a Antonio de Orleans, hijo del monarca francés, y a su esposa Luisa Fernanda de Borbón como reyes de Ecuador. La iniciativa, que pretendía además expandir el territorio hasta absorber las repúblicas de Perú y Bolivia en un Reino Unido de Ecuador, Perú y Bolivia, fue denunciado a tiempo por los pocos diplomáticos latinoamericanos acreditados en las cortes europeas, truncándose la salida de los buques y soldados desde el puerto de Santander, sepultando la intentona para siempre.
La rama existente desemboca en Alfonso de Orleans-Borbón y Ferrara-Pignateli, VII duque de Galiera.

### Francia

Escudo de la monarquía francesa.

Siendo uno de los primeros países en abolir la monarquía, los monárquicos siguieron existiendo en Francia después de la Revolución francesa, a menudo considerados como representantes de la extrema derecha y defensores del Antiguo Régimen desde los tiempos de la Francia posrevolucionaria hasta tiempos más recientes como el grupo ultraconservador Acción Francesa de Maurras. Hoy en día existen tres grupos monárquicos; los orleanistas, los legitimistas y los bonapartistas que respaldan a tres diferentes dinastías monárquicas en caso de restaurarse el trono francés.

### Honduras

Antiguo escudo de Honduras dado por el emperador Carlos I de España con elementos monárquicos hispánicos.

Tras la independencia de la capitanía general de Guatemala del imperio Español, esta se une por un breve periodo al Primer Imperio Mexicano, esto desato la división de las elites Hondureñas. Estas se dividieron entre los anexionistas, compuesto en su mayoría, por las familias criollas y miembros del partido conservador que apoyaban la idea de formar parte de un imperio y ilustres los liberales que deseaban que Centroamérica fuese una nación separada bajo un sistema republicano. El político hondureño más emblemático en cuanto su apoyo a la recién formada Monarquía Mexicana fue Juan Lindo quien voto a favor de la anexión de Centroamérica al imperio.
La división entre las elites Hondureñas fue aumentando al grado que esta se reflejo en las dos ciudades más importantes de la provincia, por un lado Comayagua, la cual apoyaba firmemente la legitimidad de Iturbide I como emperador y se mantenía como bastión pro monárquico en Honduras, y por otro lado Tegucigalpa quien apoyaba la idea de formar una federación de estados centroamericanos bajo un sistema republicano.

### México

Escudo de la casa Iturbide. Sus descendientes son posibles candidatos al trono.

El Primer Imperio Mexicano fue gobernado por el emperador Agustín de Iturbide casi inmediatamente después de la independencia. Se disolvió tras la rebelión liderada por Vicente Guerrero y Antonio López de Santa Anna en 1823.
Sin embargo, tras su derrota en la guerra de Reforma, los conservadores mexicanos buscaron restaurar de nuevo la monarquía en México para lo cual buscaron el apoyo de las diversas casas reales europeas. Finalmente Maximiliano de Habsburgo aceptó y viajó a México con apoyo de Napoleón III de Francia que en ese momento deseaba tener un gobierno afín en América. Tras la toma de Puebla por parte de los conservadores se proclamó el Segundo Imperio Mexicano como monarquía con Maximiliano de Habsburgo-Lorena a la cabeza que terminó con su muerte en 1867.

### Nicaragua

Escudo de la casa misquito de 1687-1923.

La etnia misquito habita en parte de la costa atlántica de Honduras y Nicaragua, para inicios del siglo XVII la dicha etnia se reorganizó bajo un solo cacique conocido como Ta Uplika, para el reinado su nieto el rey Oldman I este grupo tuvo una cercanía muy grande con los ingleses, estos lograron convertir la costa de la mosquitia en un protectorado inglés que entraría en decadencia en el siglo XIX hasta desaparecer totalmente en 1894 con la abdicación de Robert II.
En la actualidad los misquitos que se encuentran disparos entre ambos países, han denunciado el olvido de sus comunidades y de abusos cometidos por las autoridades. Como producto de ello en Nicaragua varias personas misquitas empezaron un movimiento de separatismo de la actual Nicaragua y una reinstitución de la monarquía.

### Perú

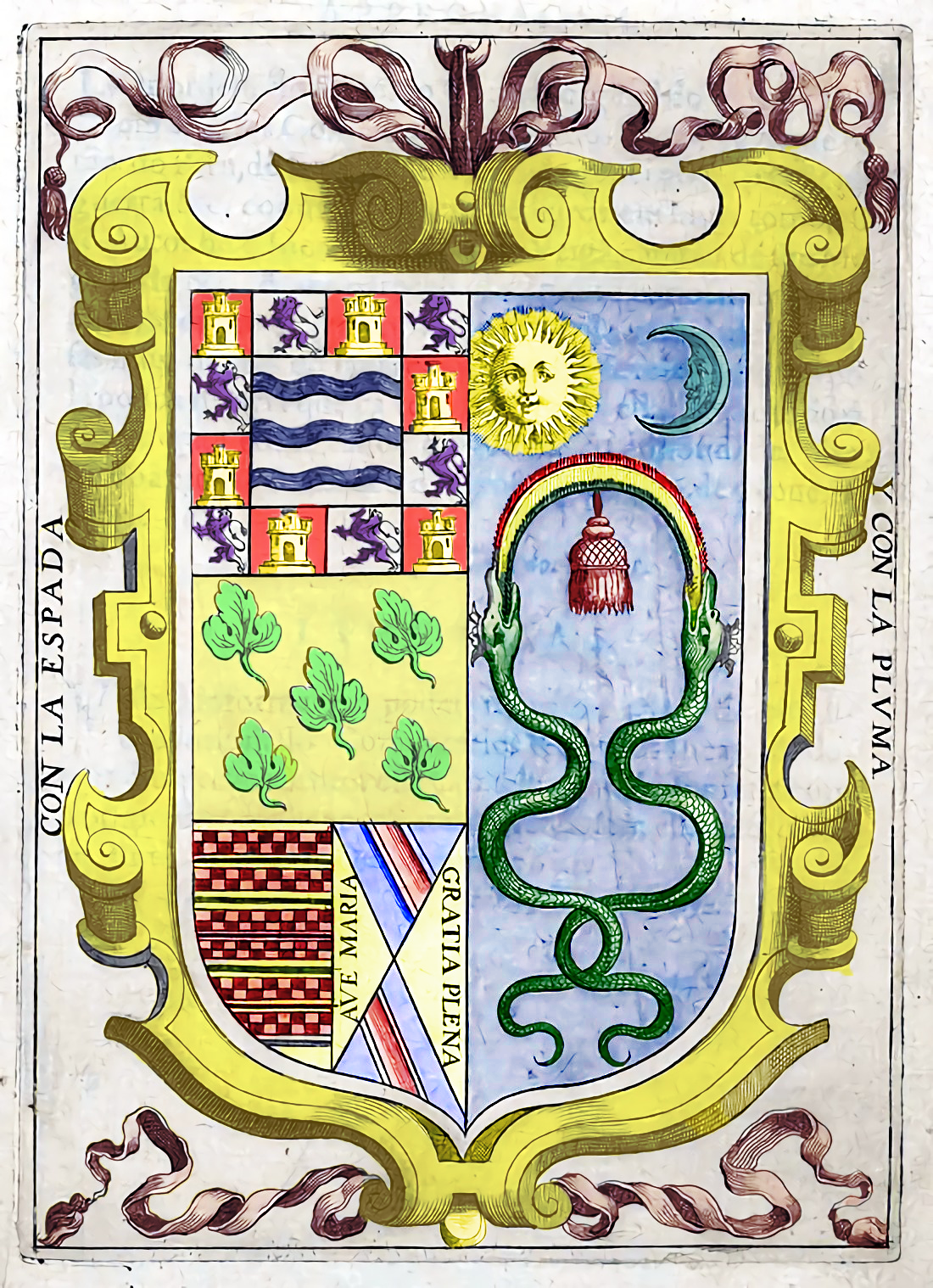
Escudo del Inca Garcilaso el cual mezcla tanto elementos hispanos como Incaicos.

En 1821, José de San Martín y Bernardo de Monteagudo, tras establecer el Protectorado, abogaron por una monarquía como mejor opción de gobierno para Perú y se envió representantes a Europa para convencer a un representante de la Casa de Sajonia-Coburgo-Gotha para que aceptara el trono, aunque se barajaron otras opciones de casas nobiliarias europeas. Esto nunca se concretó.
También se recogieron firmas para la proclamación de San Martín mismo como emperador, lo cual fue detenido de inmediato por el líder peruano José de la Riva Agüero. Este proyecto de sistema de gobierno fue propuesto por José de San Martín al Virrey del Perú en las conferencias de Punchauca, el 4 de mayo de 1821 y el 2 de junio de 1821.
El Partido Monárquico Peruano promueve una Monarquía Constitucional.

### Portugal
El Partido Popular Monárquico, conservador de centroderecha, busca restaurar el trono portugués, sin embargo, el partido tiene escasa injerencia en la política portuguesa.

### Rusia
El Partido Monárquico de Rusia liderado por el acaudalado empresario Antón Bakov pretende la transformación de la Federación Rusa en una monarquía constitucional. Bakov sostiene además que el Imperio ruso nunca fue legalmente abolido pues la revolución rusa fue ilegal, declarándose representante del Imperio ruso al estilo de una micronación.

### Surinam
Tras su independencia del Reino de los Países Bajos en 1975, hubo un movimiento partidario de crear una monarquía propia de Surinam, dentro de lo cual una mayoría de la población católica optó por la nueva rama de católicos de los príncipes de los Países Bajos, los Borbón-Parma. Actualmente la línea hacia el posible trono de Surinam recaería en Carlos Javier de Borbón-Parma, V Duque de Parma, Piacenza y Guastalla.[cita requerida]